# Demofilo Fidani
Demofilo Fidani (Roma, 8 febbraio 1914 – Roma, 4 aprile 1994) è stato un regista, sceneggiatore, scenografo e pittore italiano.
Ha firmato le sue regie quasi sempre con diversi pseudonimi, quali Miles Deem (il più utilizzato), Danilo Dani, Nedo De Fida, Lucky Dickinson, Sean O'Neal, Dick Spitfire.

## Biografia
Fu un regista prolifico tra la metà degli anni sessanta e gli inizi dei settanta soprattutto nel genere western. Proveniente dalla scenografia e dalla pittura, esordì nel mondo del cinema come scenografo nel 1948 dopo essersi dedicato alla pittura, per poi passare alla regia e alla sceneggiatura nel 1968. Ritornò a dipingere nel 1976.
Nei suoi lavori è stato affiancato dalla compagna Mila Valenza Vitelli, nel ruolo di costumista e sceneggiatrice, e dalla figlia Simonetta Vitelli, come attrice, che ha quasi sempre utilizzato lo pseudonimo Simone Blondell.
È stato accusato di mancanza di originalità, bizzarria dei personaggi e disinteresse per la continuità, il che ha portato alcuni a definirlo "l'Ed Wood degli spaghetti western", Thomas Weisser è arrivato a definirlo "il peggior regista di spaghetti western", mettendo i lettori all'erta nei confronti di "qualunque suo film". Fidani fu premiato per due volte dal ministero dello Spettacolo con la medaglia d'oro, nel 1975 e nel 1985, durante le manifestazioni "Una vita per il cinema".
Oltre agli spaghetti western, ha diretto film gangster (Sedia elettrica), thriller (A.A.A. Massaggiatrice bella presenza offresi...), erotici (Calde labbra) e commedie sexy (La professoressa di lingue). Gli attori caratteristici di Fidani sono stati Hunt Powers (noto anche come Jack Betts), Gordon Mitchell, Jeff Cameron, Ettore Manni e Klaus Kinski. Fidani è stato anche pittore e scenografo e, nei suoi anni più tardi, un conosciuto medium. Sull'argomento nel 1986 scrisse il libro Il medium esce dal mistero.

## Filmografia

### Regista
- Prega Dio... e scavati la fossa!, firmato da Edoardo Mulargia, ma diretto da Fidani[5] (1967)
- Straniero... fatti il segno della croce! (1968)
- Ed ora... raccomanda l'anima a Dio! (1968)
- Passa Sartana... è l'ombra della tua morte (1969)
- Sedia elettrica (1969)
- ...e vennero in quattro per uccidere Sartana! (1969)
- Quel maledetto giorno d'inverno... Django e Sartana... all'ultimo sangue! (1969)
- Arrivano Django e Sartana... è la fine (1970)
- Inginocchiati straniero... I cadaveri non fanno ombra! (1970)
- Per una bara piena di dollari (1971)
- Giù la testa... hombre! (1971)
- Giù le mani... carogna! (Django Story) (1971)
- Era Sam Wallash!... Lo chiamavano... E così sia! (1971)
- Il suo nome era Pot... ma... lo chiamavano Allegria (1971)
- Karzan il favoloso uomo della jungla (1972)
- A.A.A. Massaggiatrice bella presenza offresi... (1973)
- La legge della Camorra (1973)
- Amico mio, frega tu... che frego io! (1973)
- Furia nera (1975)
- La professoressa di lingue (1976)
- Calde labbra (1976)

### Scenografo
- Ultimatum alla vita, regia di Renato Polselli (1962)
- Il mostro dell'opera, regia di Renato Polselli (1964)
- Le sette vipere (Il marito latino), regia di Renato Polselli (1964)
- È mezzanotte... butta giù il cadavere, regia di Guido Zurli (1966)
- 2 once di piombo, regia di Maurizio Lucidi (1966)

### Attore
- Sicario 77, vivo o morto, regia di Mino Guerrini (1966)
- Un colpo da re, regia di Angelo Dorigo (1967)